# خط طول 174° غرب
قالب:30
خط طول 174° غرب هو أحد خطوط الطول الجغرافية، والتي تمتد من القطب الشمالي الجغرافي إلى القطب الجنوبي الجغرافي، وحسب التحويل الزمني يتأخر خط طول 174° غرب عن خط غرينتش بـ11 ساعة و36 دقيقة.

## من القطب إلى القطب
ينطلق خط طول 174° غرب من القطب الشمالي نحو القطب الجنوبي مرورا بالمناطق التي ترد في الجدول التالي:
| الإحداثيات                           | البلد أو الإقليم أو البحر | ملاحظات |
| ------------------------------------ | ------------------------- | --- |
| 90°0′N 174°0′W / 90.000°N 174.000°W  | المحيط المتجمد الشمالي    | |
| 71°47′N 174°0′W / 71.783°N 174.000°W | بحر تشوكشي                | |
| 67°5′N 174°0′W / 67.083°N 174.000°W  | روسيا                     | أوكروغ تشوكوتكا الذاتية — شبه جزيرة تشوكشي |
| 66°53′N 174°0′W / 66.883°N 174.000°W | Kolyuchinskaya Bay        | |
| 66°38′N 174°0′W / 66.633°N 174.000°W | روسيا                     | أوكروغ تشوكوتكا الذاتية — شبه جزيرة تشوكشي |
| 64°27′N 174°0′W / 64.450°N 174.000°W | بحر بيرنغ                 | |
| 52°21′N 174°0′W / 52.350°N 174.000°W | الولايات المتحدة          | ألاسكا — أتكا و Amlia Island [لغات أخرى]‏ |
| 52°6′N 174°0′W / 52.100°N 174.000°W  | المحيط الهادئ             | مرورا بغرب Lisianski Island، هاواي, الولايات المتحدة (في 26°4′N 173°58′W / 26.067°N 173.967°W) · مرورا بغرب the جزيرة Niuatoputapu, تونغا (في 15°58′S 173°46′W / 15.967°S 173.767°W) · مرورا بشرق the جزيرة Toku, تونغا (في 18°9′S 174°10′W / 18.150°S 174.167°W) |
| 18°34′S 174°0′W / 18.567°S 174.000°W | تونغا                     | جزر فافاو [لغات أخرى]‏ |
| 18°42′S 174°0′W / 18.700°S 174.000°W | المحيط الهادئ             | |
| 60°0′S 174°0′W / 60.000°S 174.000°W  | المحيط الجنوبي            | |
| 78°26′S 174°0′W / 78.433°S 174.000°W | القارة القطبية الجنوبية   | منطقة روس، المطالب الإقليمية بالقارة القطبية الجنوبية by نيوزيلندا |